# Victor Prouvé
Pour les articles homonymes, voir Prouvé.
Victor Prouvé né le 13 août 1858 à Nancy et mort le 15 février 1943 à Sétif (Algérie française) est un peintre, sculpteur et graveur français.
Artiste représentatif de l'Art nouveau, il est membre de l'École de Nancy.

## Biographie

### Études et vie à Paris
Né à Nancy le 13 août 1858, Émile-Victor Prouvé est issu d'une famille modeste : son père est dessinateur en broderie et sa mère est lingère. Il intègre l'école de dessin de Nancy de 1873 à 1877 avant de s'installer à Paris où il étudie à l'École des beaux-arts dans l'atelier d'Alexandre Cabanel. Il se consacre d'abord à la peinture et au dessin, puis s'ouvre en autodidacte à d'autres disciplines comme la sculpture et la gravure, mais aussi à d'autres matières comme le bois et le métal. Il termine ses études en 1882 et expose pour la première fois avec son tableau Portrait de Madame Gallé et ses filles au Salon de la Société nationale des beaux-arts.
Tout en vivant à Paris, Victor Prouvé continue d'entretenir des liens avec sa ville natale. Il conçoit des décors de verreries et de meubles pour Émile Gallé. Ces objets d'art sont exposés à l'Exposition universelle de 1889 et  à celle de 1900. Son amitié avec Émile Gallé, ainsi qu'avec Louis Majorelle, l'amène peu à peu à s'intéresser aux arts décoratifs et à l'Art nouveau. Il participe par exemple à la décoration des Magasins Réunis de Nancy (édification des deux grandes cariatides à l'entrée de la bijouterie notamment) dont le style Art Nouveau ne se déploie réellement qu'en 1906. Ce grand magasin nancéien, conçu par Eugène Corbin, a pour but, entre autres, de promouvoir le talent des artistes de l'École de Nancy. Eugène Corbin sollicite même Jacques Gruber et Victor Prouvé pour la réalisation de modèles de lingerie, broderie et bijoux. Cependant, Victor Prouvé, qui tient à son indépendance artistique, en fournira peu.
Il travaille pour Eugène Vallin, Fernand Courteix, les frères Daum et Albert Heymann. Il pratique l'art de la reliure en compagnie de Camille Martin et du relieur René Wiener.
En 1888, il découvre la Tunisie, pays qu'il continuera d'affectionner tout au long de sa vie et qui influencera la lumière de ses tableaux.

### Retour en Lorraine et l'École de Nancy
Membre dès sa création en 1901, il devient le second président de l'École de Nancy, à la mort d'Émile Gallé, en 1904. De 1919 à 1940, il prend la direction de l'École des beaux-arts de Nancy. Il côtoie le peintre franc-comtois Jean-Adolphe Chudant, avec qui il devient ami et participe à fondation de l'Union provinciale des arts décoratifs en 1907. Ayant exposé ensemble à plusieurs Salons de la Société des peintres orientalistes français, ainsi qu'à Tunis, il conseille Chudant dans un projet d'amélioration pour l'École des beaux-arts à Besançon.

### Famille
Victor Prouvé épouse Marie Amélie Charlotte Duhamel (1879-1951) le 5 janvier 1898. Ils ont sept enfants : 
- Hélène (1899-1981) ;
- Jean (8 avril 1901, Paris-23 mars 1984, Nancy) qui deviendra architecte ;
- Victor Ernest Marcel (1902-1983) né à Sézanne (Marne) ;
- Marianne (30 octobre 1905-24 janvier 1994), épouse de l'alpiniste André Georges ;
- Thérèse Marie (1910-1993) ;
- Henri Georges René André (31 octobre 1915, Nancy-1er avril 2012, près de Fribourg), qui deviendra également architecte ;
- Pierre Louis (1918-1999) né à Carnac (Morbihan).

## Œuvres
Les musées de Nancy conservent de nombreuses œuvres de l'artiste dans leurs collections. On en trouve également quelques-unes à Paris au Petit Palais et au musée d'Orsay.
Le monument de la Croix des Carmes à Montauville (Meurthe-et-Moselle) été sculpté par Émile Just Bachelet en 1923, sur un plan de l'architecte Paul Charbonnier, sur conseil de Victor Prouvé, après souscription publique. Ce monument symbolise les combats du Bois-le-Prêtre.

### Peintures
- Nurmahal, 1886 - Musée des Beaux arts de Nancy
- Les Adieux d'un réserviste ou Pour la patrie, 1887, huile sur toile, Montpellier, musée de l'Infanterie.
- Les Voluptueux, 1889 - Musée des Beaux Arts de Nancy
- La Vie, 1897, huile sur toile marouflée, escalier d'honneur de l'hôtel de ville d'Issy-les-Moulineaux.
- Séjour de paix et de joie ou La Régénération de l'humanité, 1898-1907, huile sur toile marouflée, salle des fêtes de la mairie du 11e arrondissement de Paris.
- La Joie de vivre, 1904, huile sur toile (260 × 50 cm), musée des Beaux-Arts de Nancy, dépôt du musée de l'École de Nancy.

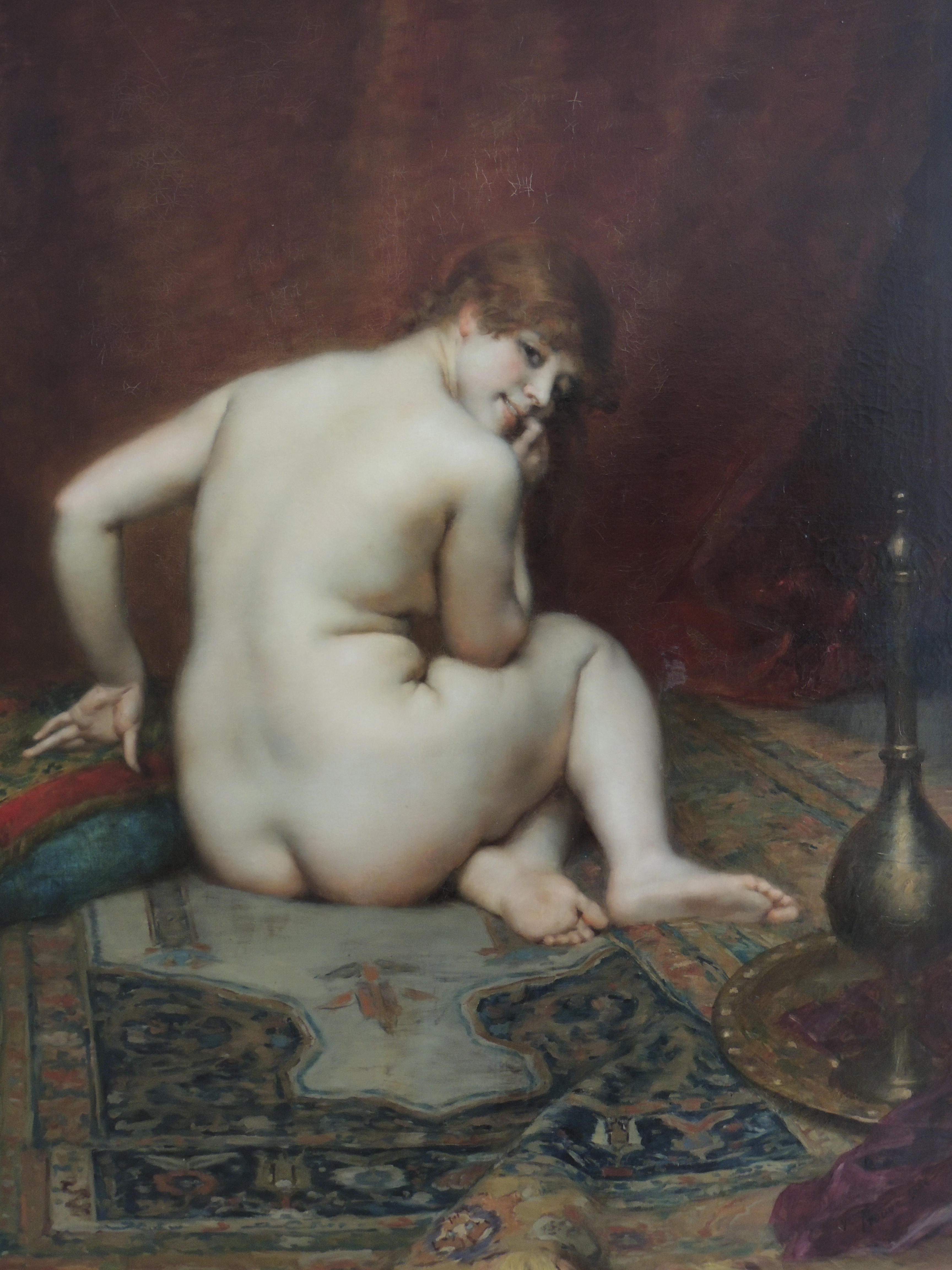
Nurmahal, 1886 - Musée des Beaux arts de Nancy
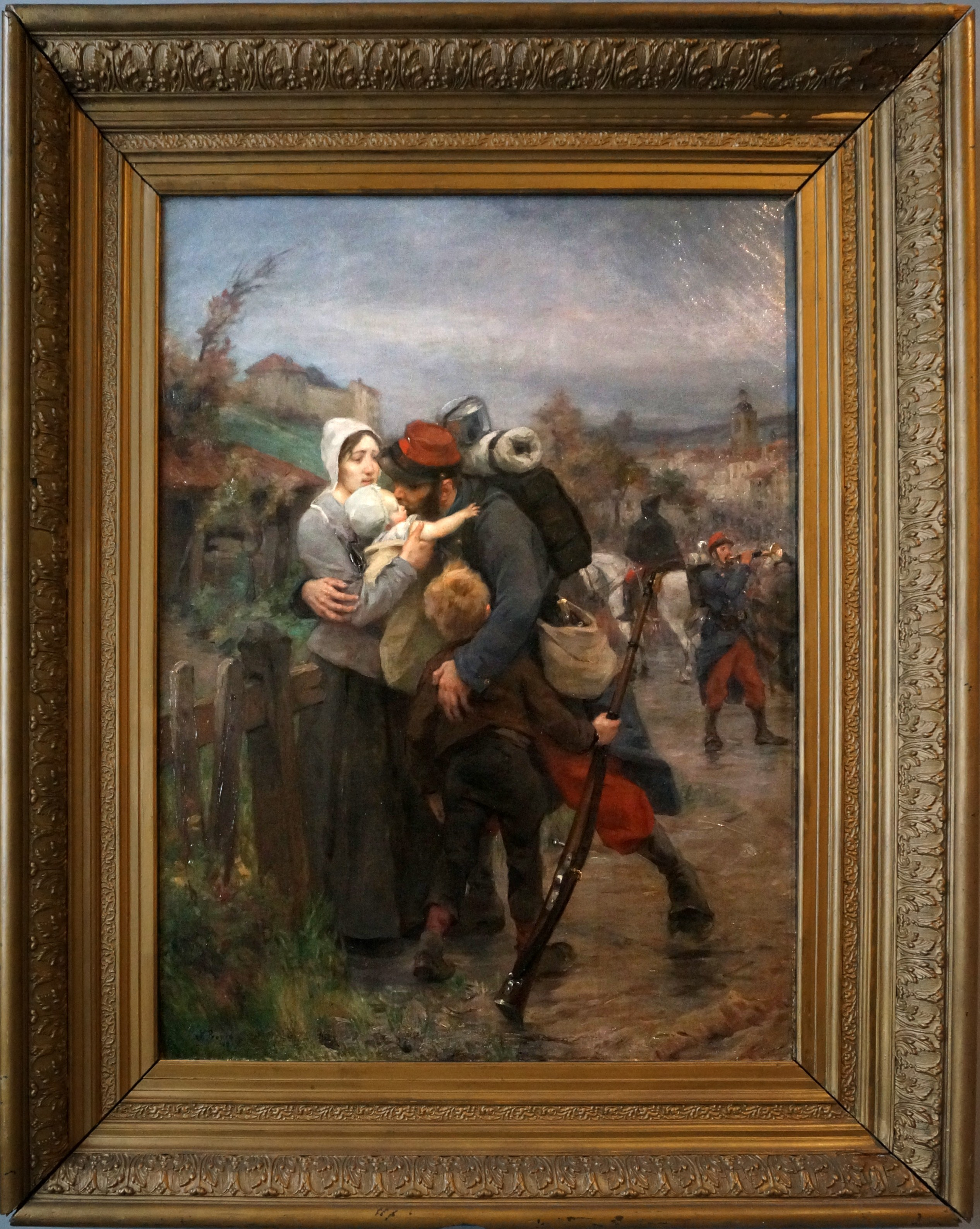
Pour la patrie (1887), huile sur toile, Montpellier, musée de l'Infanterie.
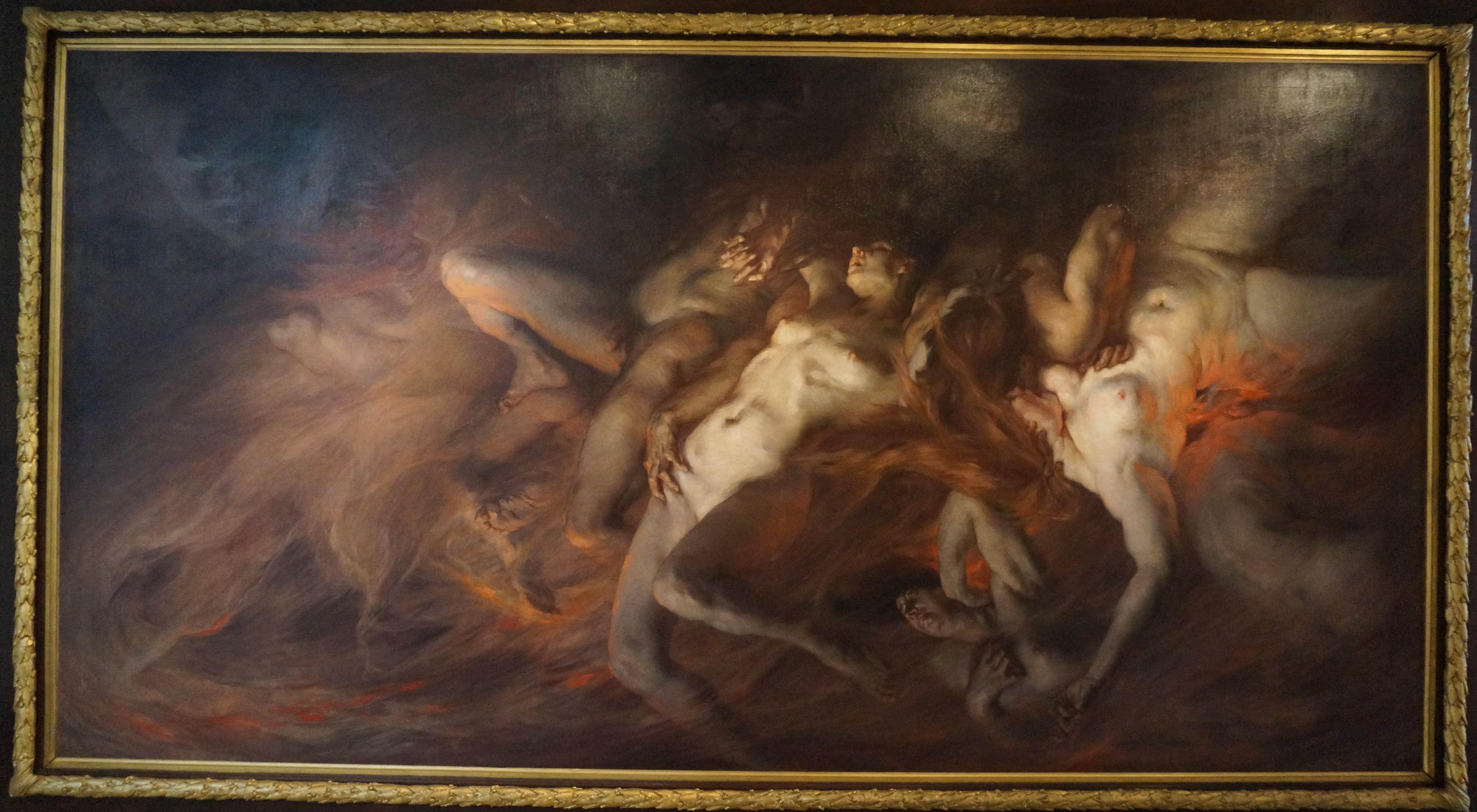
Les Voluptueux (1889), musée des Beaux-Arts de Nancy.
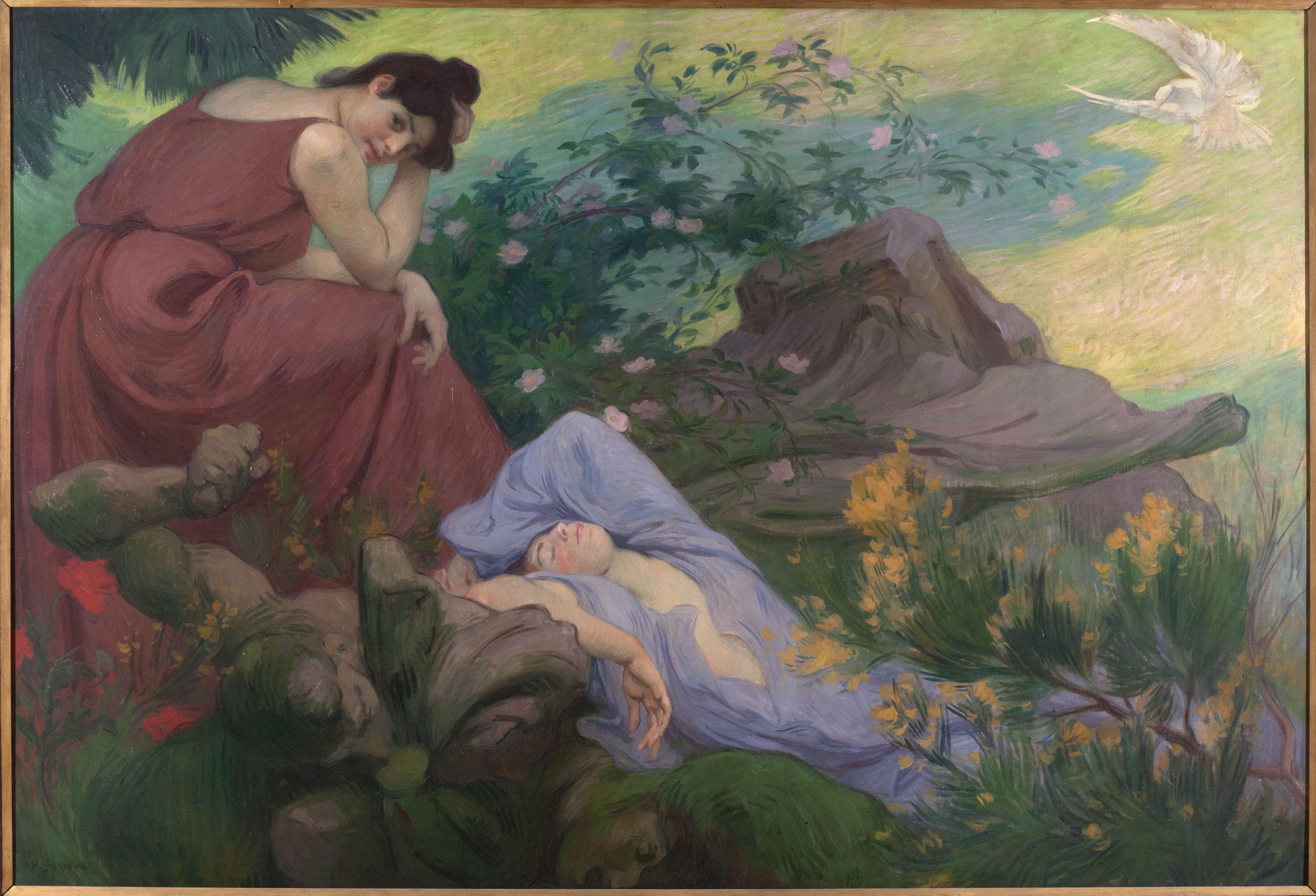
Séjour de paix et de joie : méditation (1899), Paris, Petit Palais.
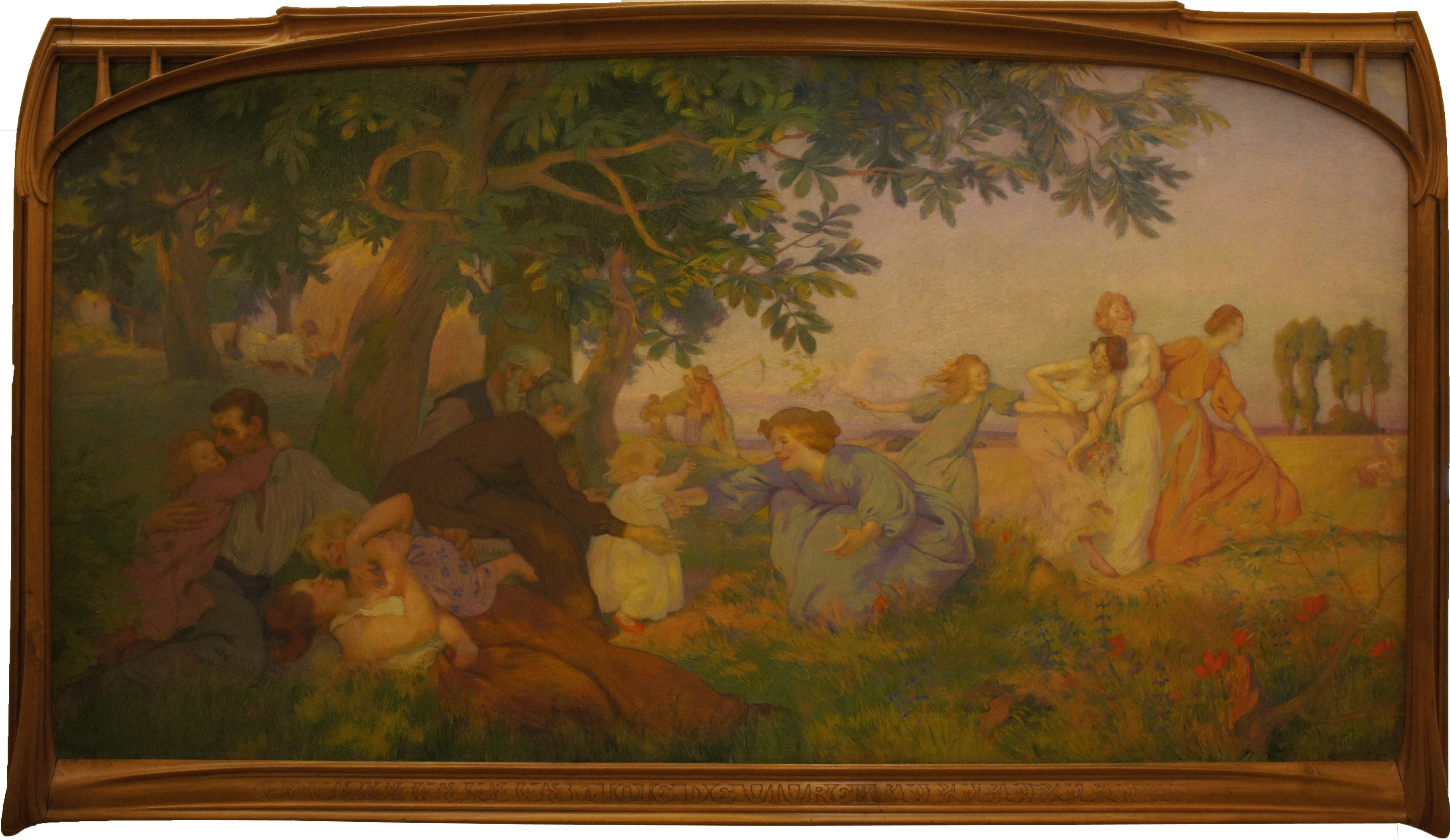
La Joie de vivre (1904), musée des Beaux-Arts de Nancy.

### Illustrations et affiches

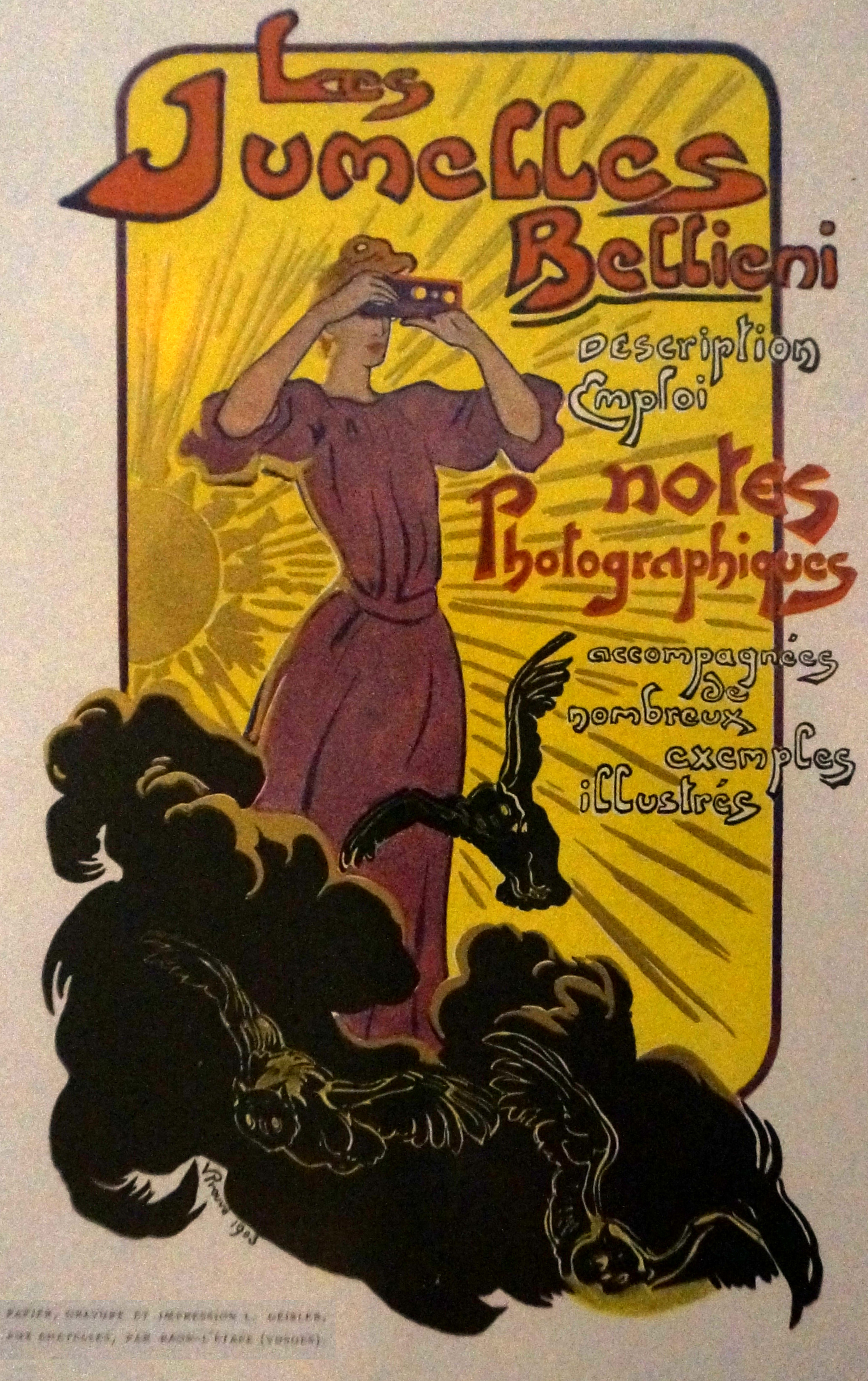
Les Jumelles Bellieni (1903), affiche.

- E. Chaton, Historique du 2e bataillon de chasseurs à pied (1914-1918), préface du général Vuillemot, commandant le IVe corps d'armée, ancien commandant de la 11e division d'infanterie, dessins et illustrations de Jean Droit, Victor Prouvé, Henri Marchal et du lieutenant M. Bessan, Impr.-éditeurs-Berger-Levrault, Paris, 1922[8].
- L'estampille « École de Nancy », vers 1901, timbre sec[9].
- André Lichtenberger (ill. Victor Prouvé, vingt-deux compositions sur bois et cuivre), Les Centaures, Paris et Nancy, Georges Crès et Victor Berger, 1924, 218 p. (lire en ligne).
- Affiche de la 5e exposition d'art lorrain (20 décembre 1909 au 10 février 1910). Henri Royer, Petitjean, Renaudin, Bussière, J. Gruber (galerie d'art de la Maison des Magasins réunis), Royer & Cie (Nancy), 1910[10].

### Dessins et estampes
- Étude de femme les yeux fermés, avant 1907, pastel et fusain, Paris, Petit Palais.
- Tête de femme, 1908, aquatinte, 42 × 32 cm, no inv. 1909.19.1, Nemours, Château-Musée[11].
- Menu de mariage d'Eugène Corbin et Jeanne Blosse, impression photomécanique, papier vélin, 18,1 × 24,9 cm, no inv. 2006.0.5684, Musée lorrain, Nancy, 1905.

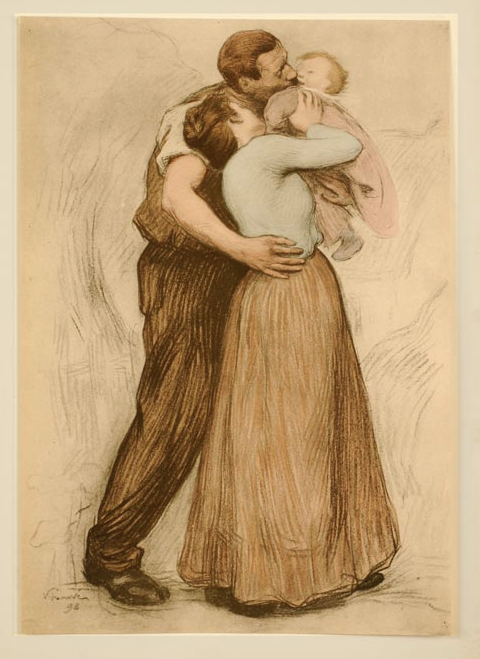
Le Baiser (1897), lithographie.
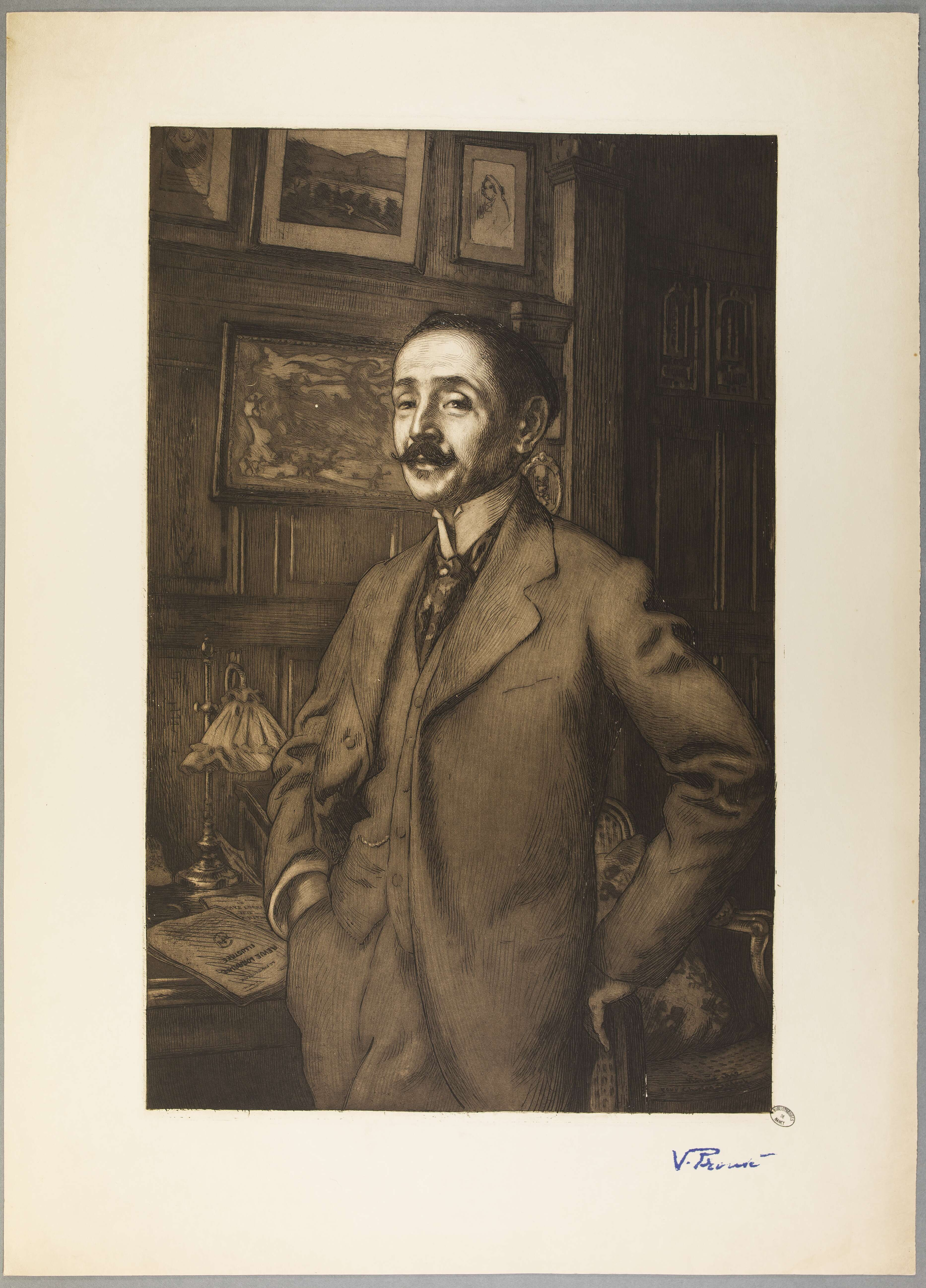
Charles Sadoul, eau-forte et aquatinte.
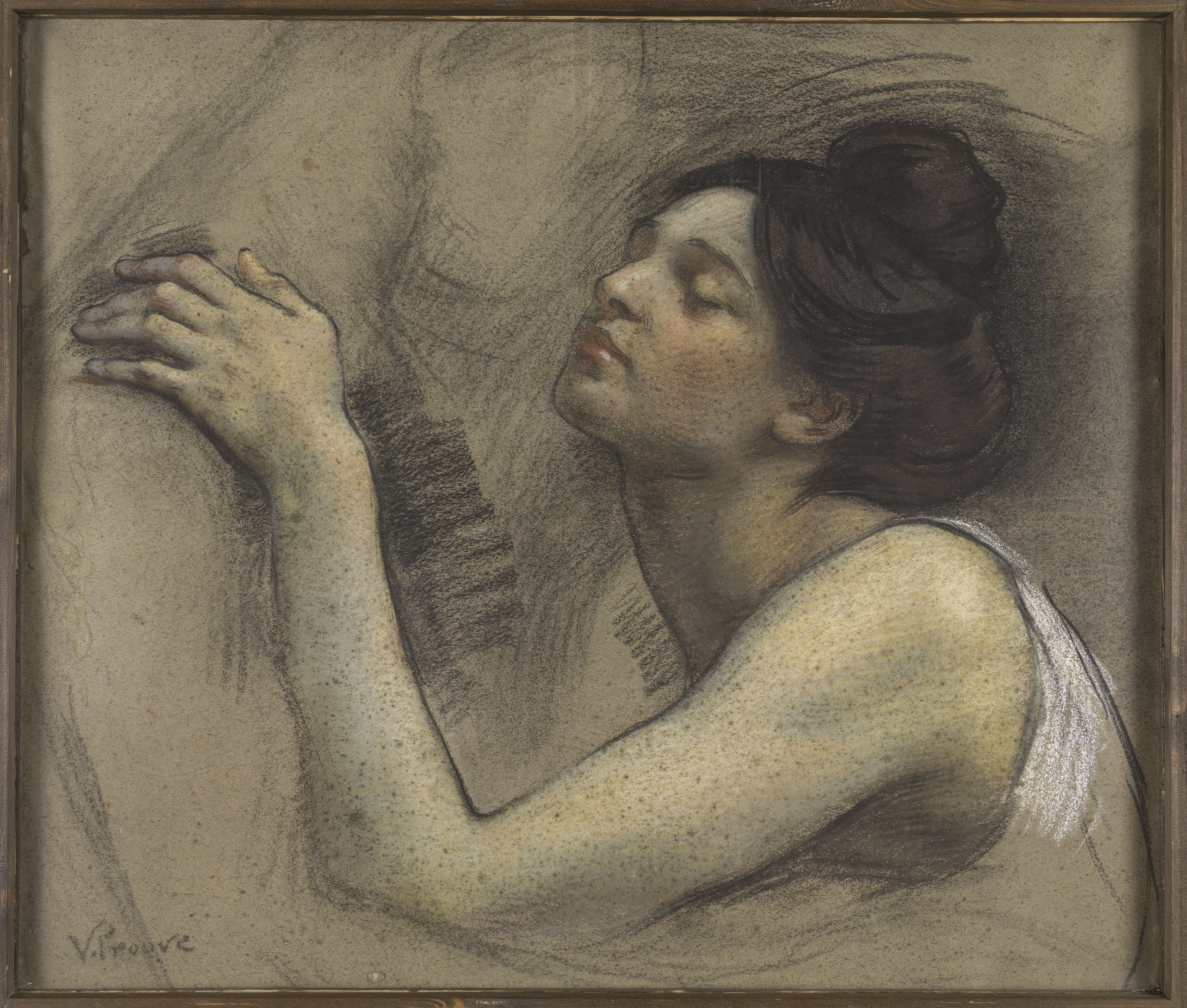
Étude de femme les yeux fermés (avant 1907), pastel et fusain, Paris, Petit Palais.
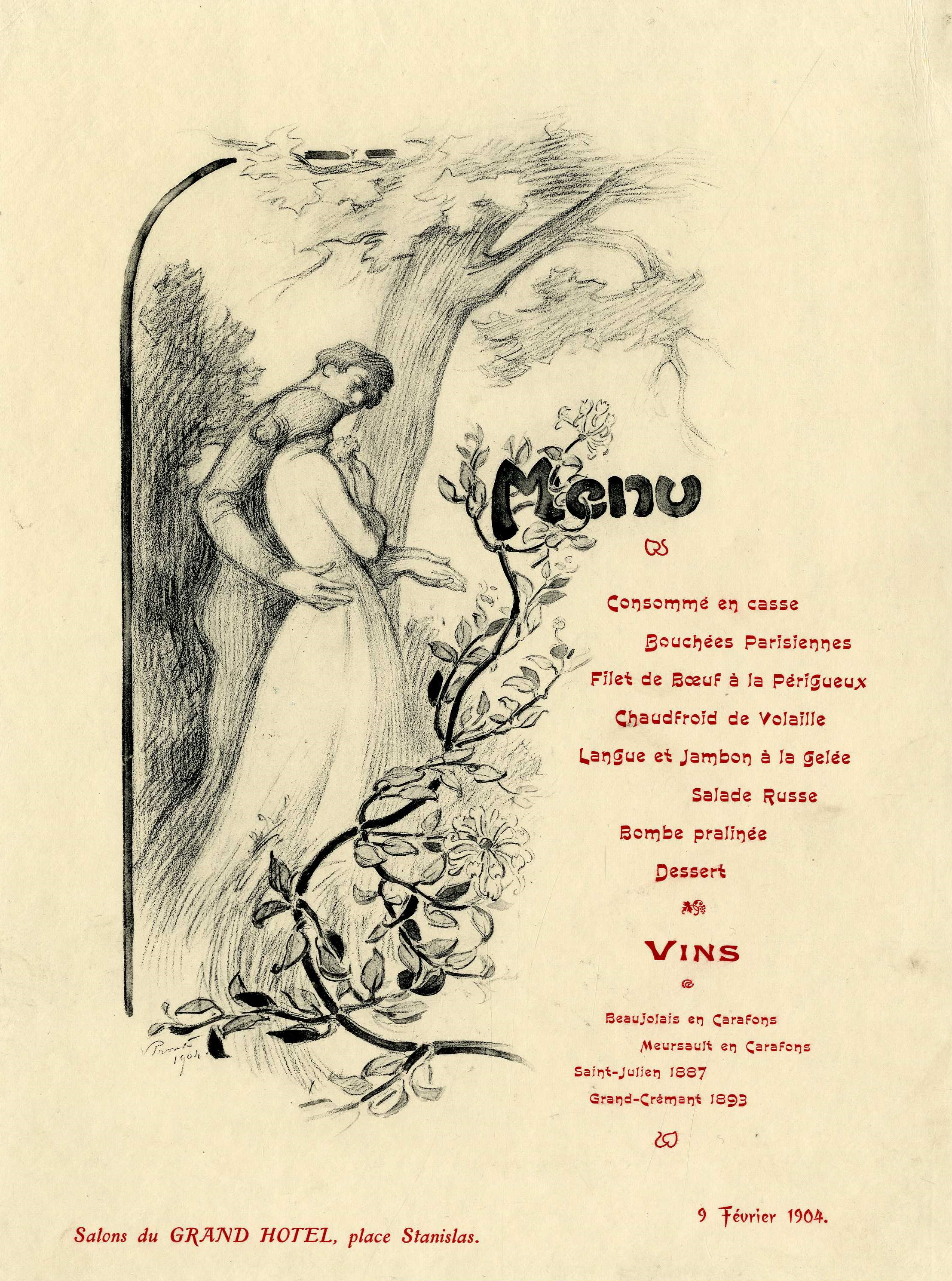
Menu de mariage  d'Eugène Corbin et Jeanne Blosse illustré par Victor Prouvé.

### Sculptures
- Douze médaillons pour la salle des fêtes de l'hôtel de ville de Nancy, 1891-1892.
- Monument à Carnot, 1896, Nancy, envoyé à la fonte sous le régime de Vichy.
- La Pensée libre et Le Forgeron, 1902, hauts-reliefs en pierre, Nancy, façade de la Maison du peuple.
- Monument commémoratif de la bataille de Nancy, 1928, Nancy, place de la Croix-de-Bourgogne.

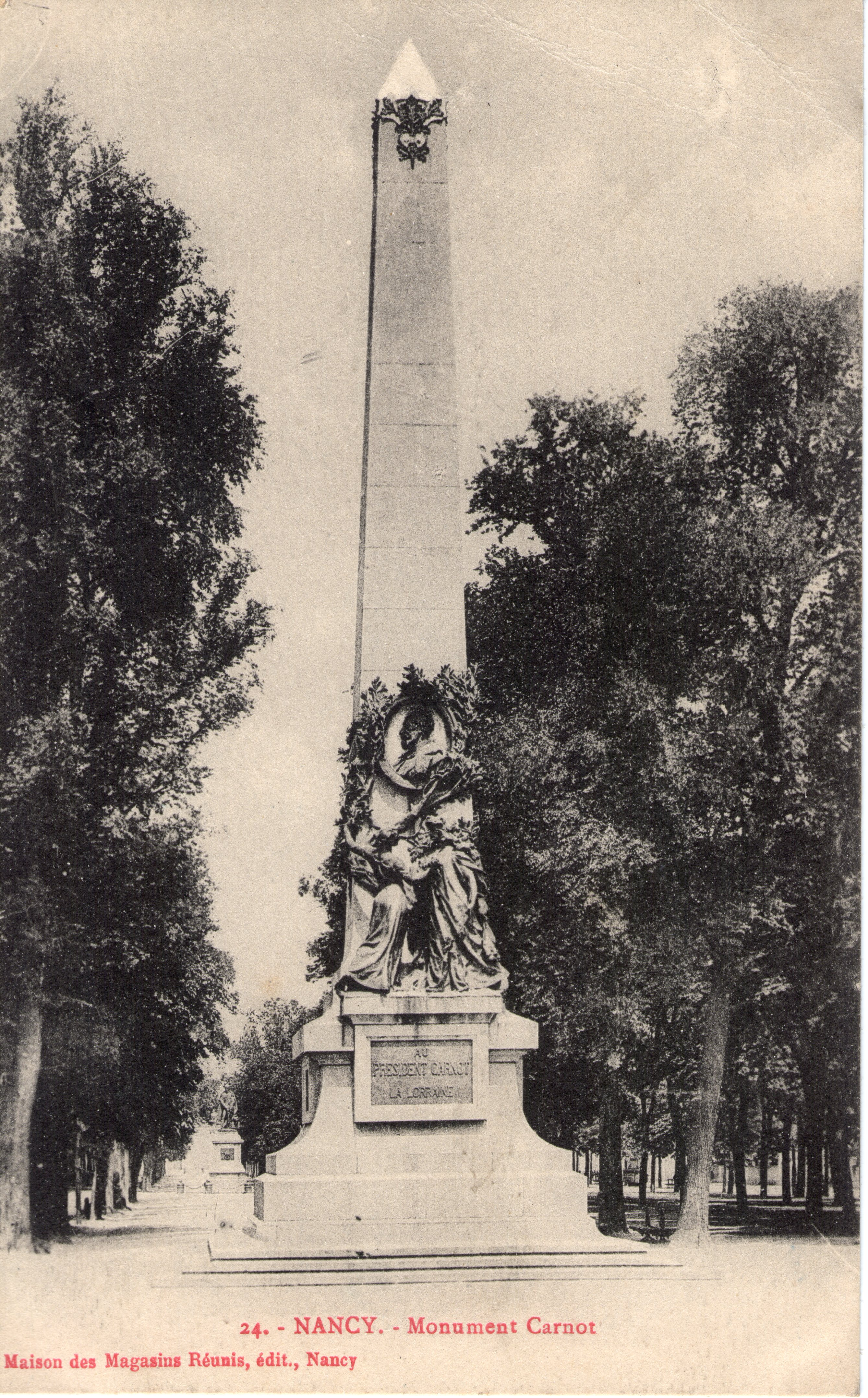
Monument à Carnot (1896), Nancy.
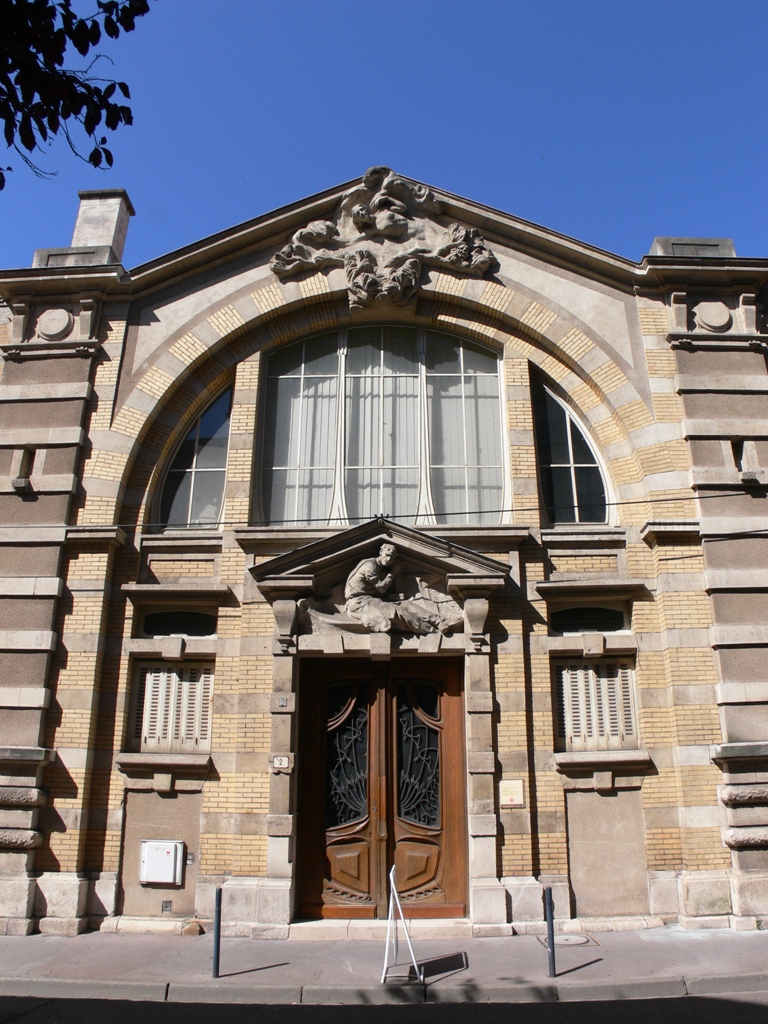
La Pensée libre et Le Forgeron (1902), haut-reliefs, Maison du Peuple à Nancy.
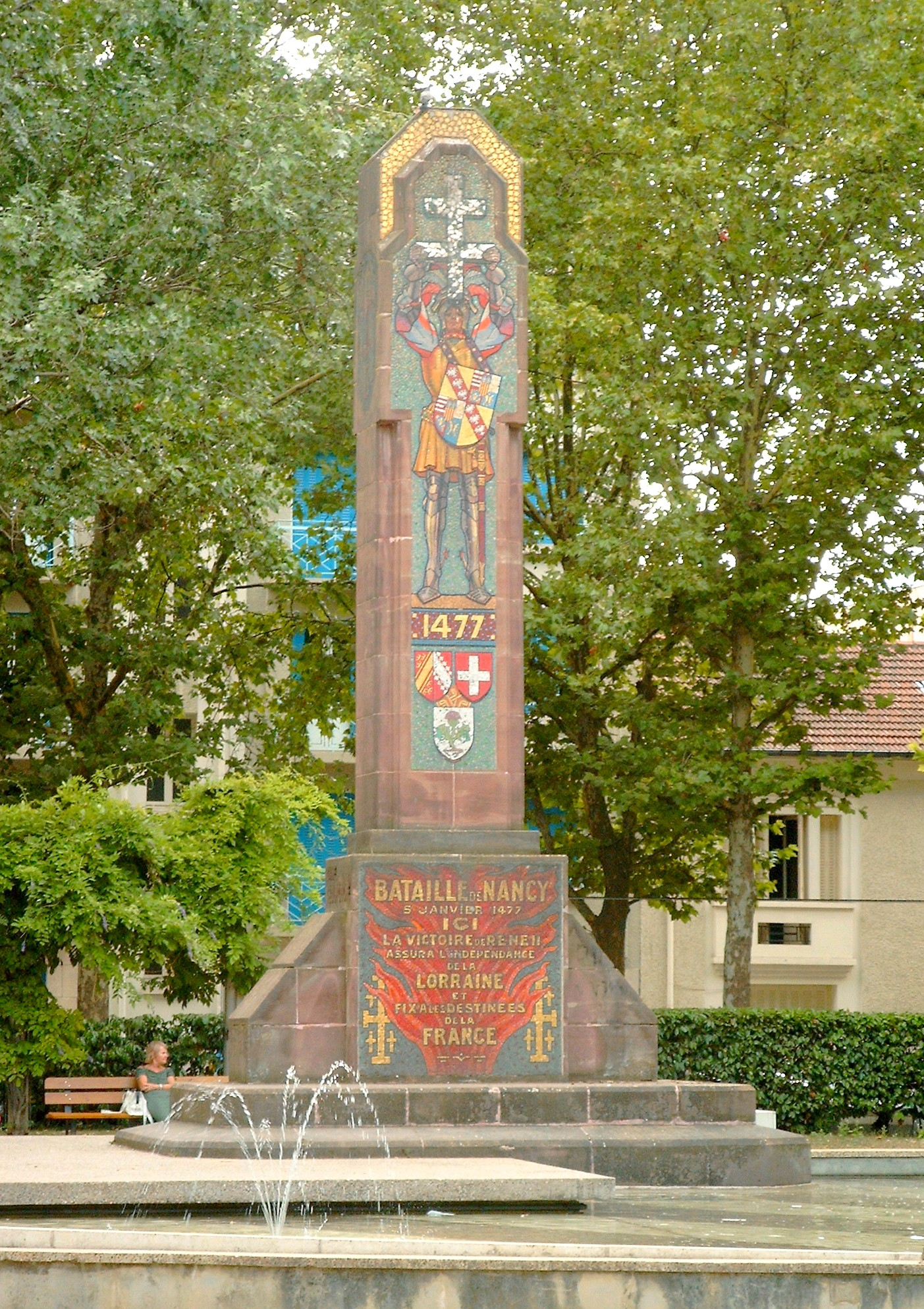
Monument commémoratif de la bataille de Nancy (1928), Nancy, place de la Croix-de-Bourgogne.

### Arts décoratifs
- La Soif, vase en bronze, Salon de la Société nationale des beaux-arts de 1893, localisation inconnue.
- La Nuit, coupe en bronze, Salon de la Société nationale des beaux-arts de 1895, Nancy, musée de l'École de Nancy.
- Eugène Vallin et Victor Prouvé, Salle à manger Masson (1904), musée de l'École de Nancy.
- La Mort du cygne, 1905, piano à queue d'après un dessin de Victor Prouvé, Nancy, musée de l'École de Nancy.

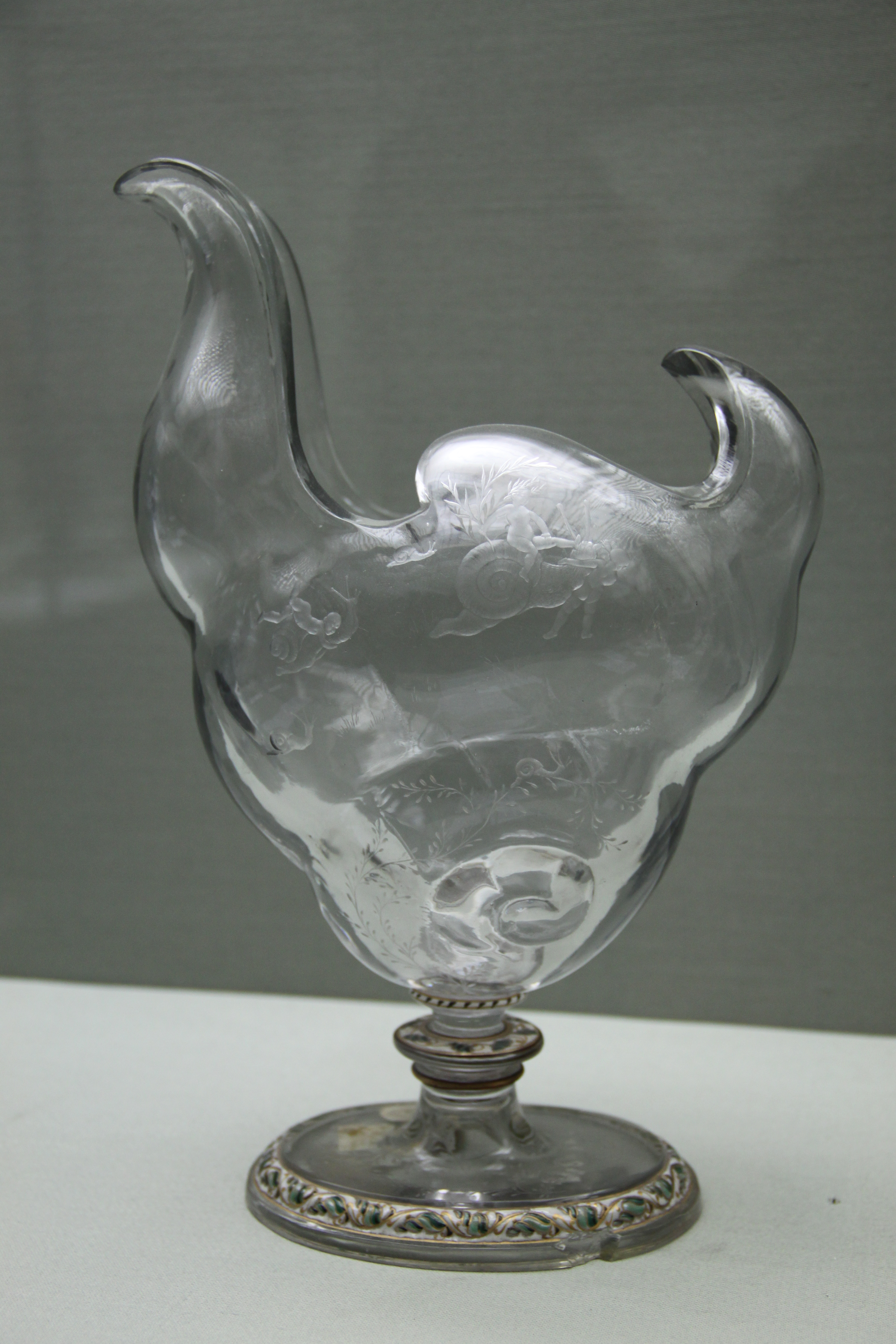
Escargot des vignes (1884), vase d'Émile Gallé d'après un dessin de Victor Prouvé, musée de l'École de Nancy.
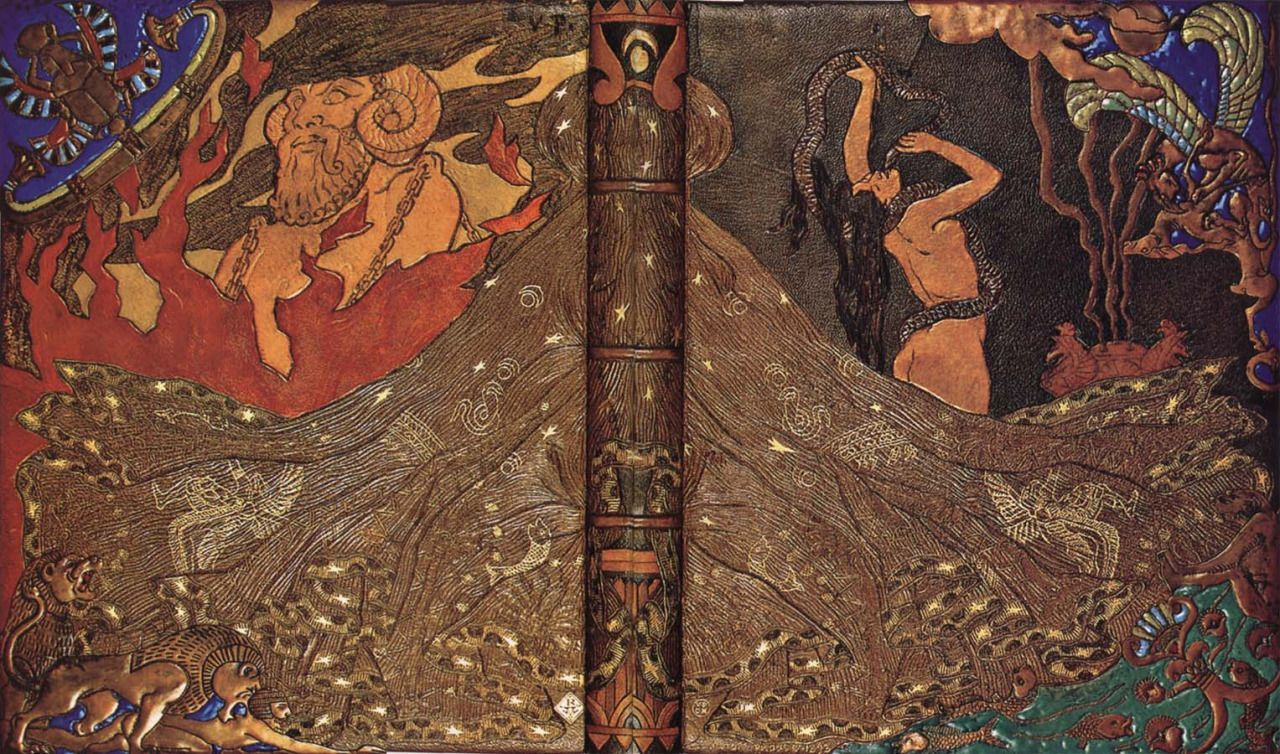
Reliure pour Salammbô de Gustave Flaubert (1893), musée de l'École de Nancy.
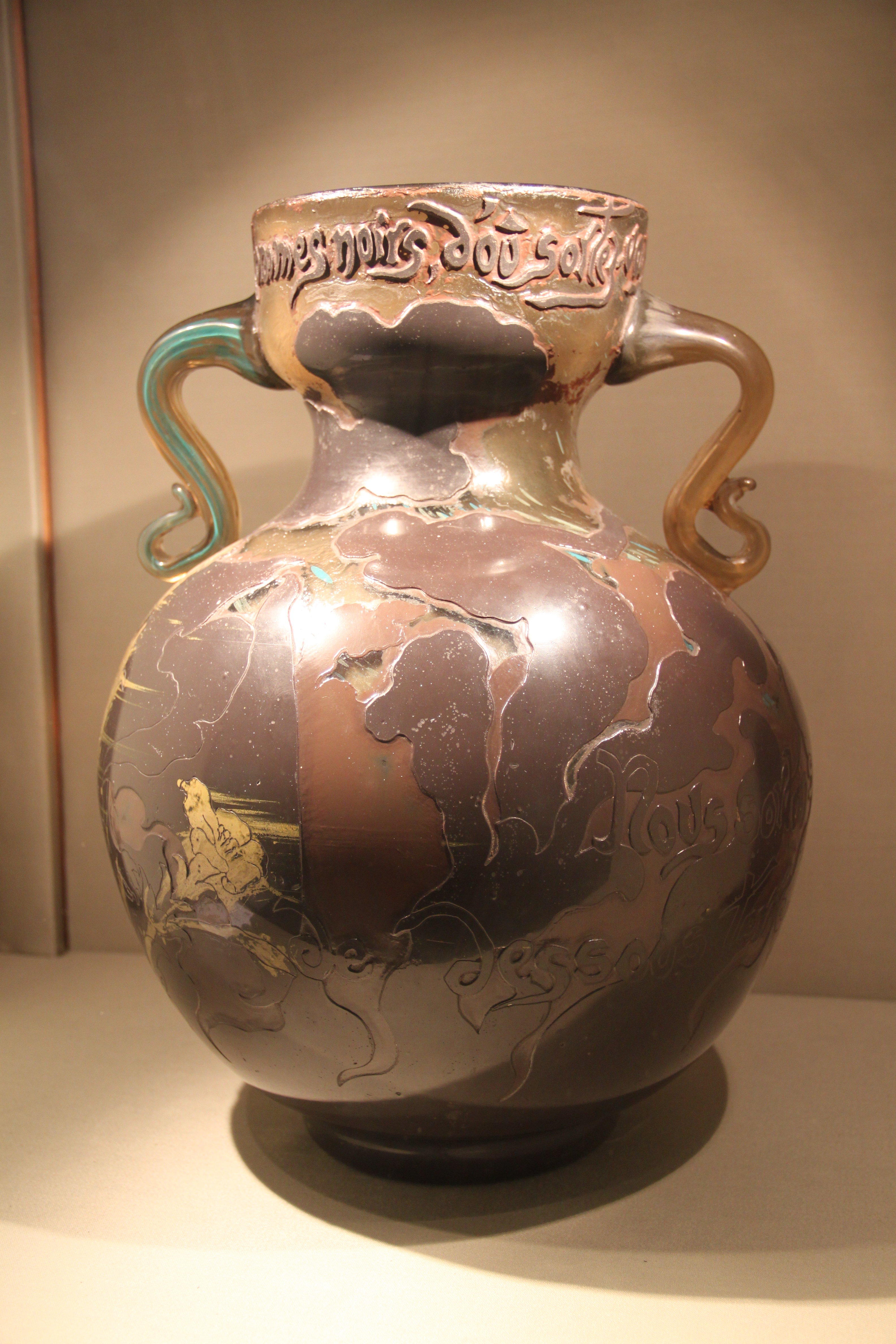
Les Hommes noirs (1900), vase d'Émile Gallé d'après un dessin de Victor Prouvé, musée de l'École de Nancy.
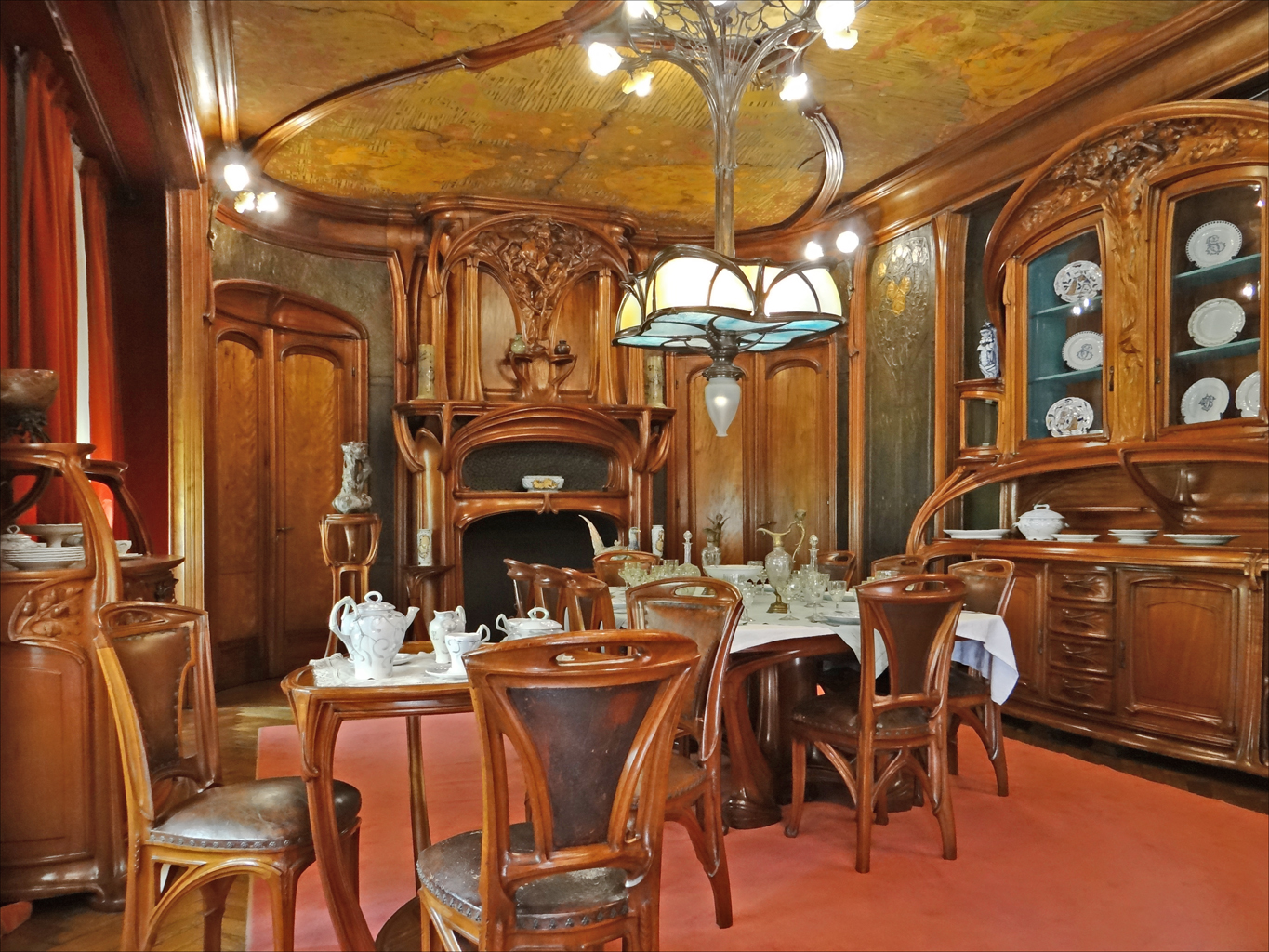
Eugène Vallin et Victor Prouvé, Salle à manger Masson (1904), musée de l'École de Nancy.
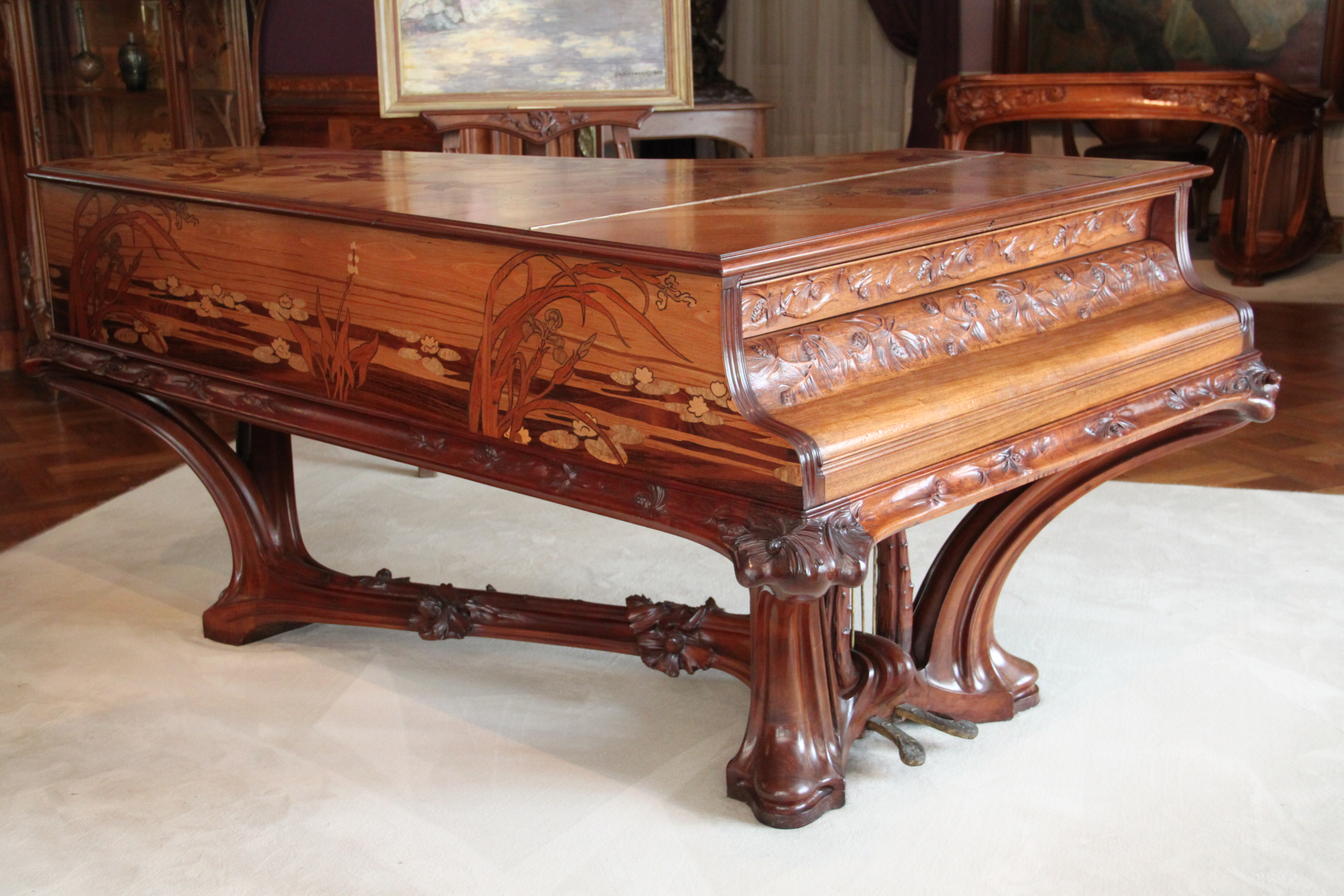
La Mort du cygne (1905), piano à queue d'après un dessin de Victor Prouvé, musée de l'École de Nancy.
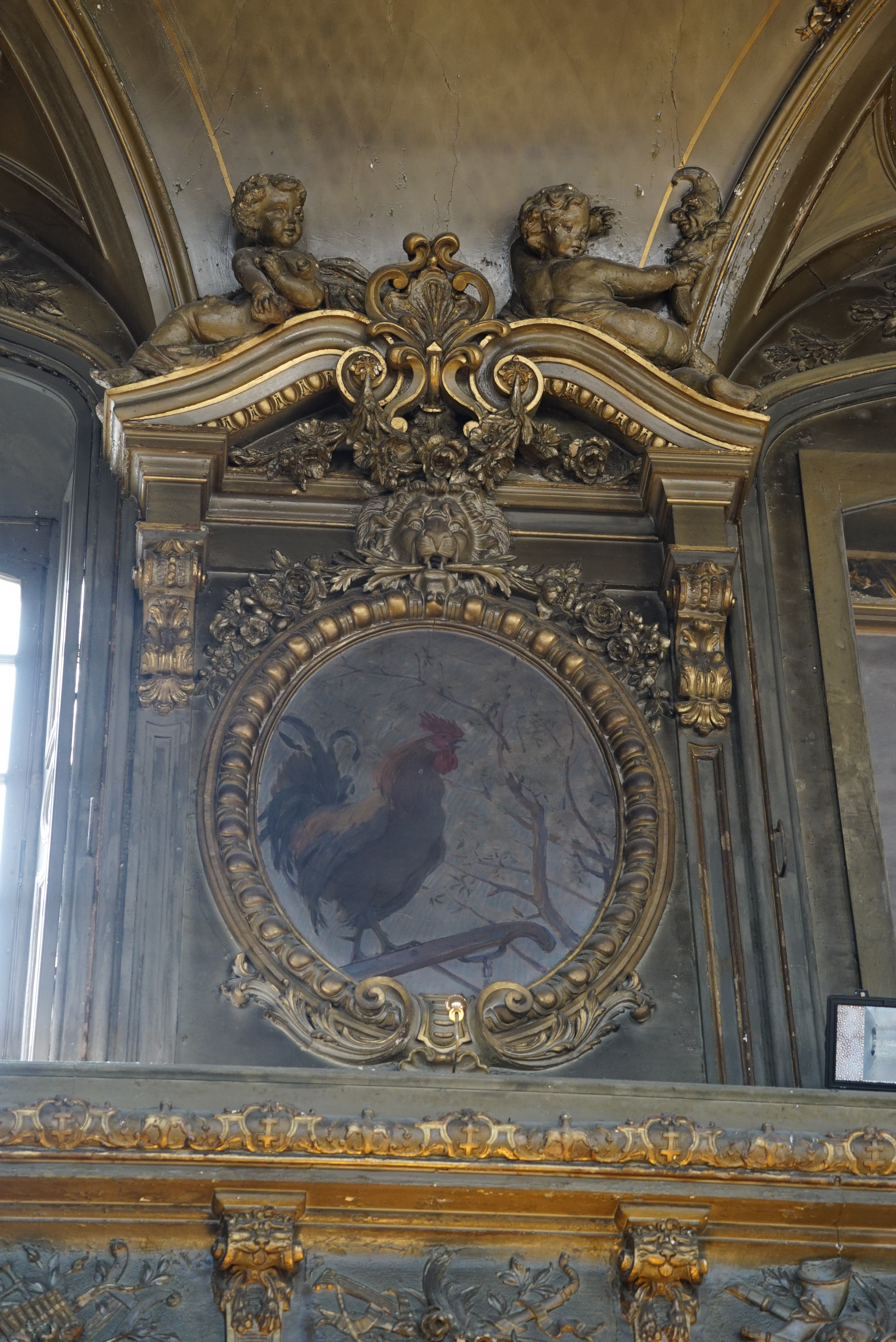
Coq dans le grand salon de l'Hôtel de ville de Nancy.

### Publications
- « Charles de Meixmoron de Dombasle », [discours de réception à l'Académie], in : Mémoires de l'Académie de Stanislas, 1921-1922, p. LXXXVIII-CXIII lire en ligne sur Gallica.

## Distinctions
Victor Prouvé est nommé chevalier de l'ordre national de la Légion d'honneur par décret du 20 octobre 1911, promu officier du même ordre par décret du 9 avril 1925, puis élevé au grade de commandeur, toujours du même ordre, par décret du 29 janvier 1937,.

## Expositions

### Expositions monographiques
- « Victor Prouvé,1858-1943 », rétrospective, mai 1947, musée des Beaux-Arts de Nancy.
- « Centenaire de Victor Prouvé 1858-1943 », octobre 1958, musée des Beaux-Arts de Nancy.
- « Victor Prouvé. Voyages en Tunisie (1888-1890). Dessins, aquarelles, huiles », du 12 au 27 mai 1999, à La Douëra, demeure des Cournault, Malzéville.
- « Victor Prouvé (1858-1943) les années de l'École de Nancy », du 16 mai au 21 septembre 2008, sur trois sites nancéiens : musée de l'École de Nancy, musée des Beaux-Arts de Nancy et Musée lorrain.
- « Victor Prouvé. Le maître de l'Art nouveau à Issy », du 11 mai au 12 août 2022, Issy-les-Moulineaux, Musée français de la carte à jouer.

### Expositions collectives dont une importante partie des œuvres présentées sont de Prouvé
- « Peinture et Art nouveau », du 24 avril au 26 juillet 1999, musée des Beaux-Arts de Nancy.
- « L'École de Nancy, 1889-1909. Art nouveau et industries d'art », du 24 avril au 26 juillet 1999, Nancy, galeries Poirel.
- « René Wiener. Relieur et animateur de la vie artistique au temps de l'École de Nancy », du 18 juin au 4 octobre 1999, Nancy, Musée lorrain.